# بوسیلوو
بوسیلوو (به لاتین: Bosiljevo) یک منطقهٔ مسکونی در کرواسی است که در شهرستان کارلوواتس واقع شده‌است. بوسیلوو ۱۱۰٫۵۵ کیلومتر مربع مساحت و ۱٬۲۸۴ نفر جمعیت دارد.